# La Vie et les Œuvres de Multivac
La Vie et les Œuvres de Multivac (titre original : The Life and Times of Multivac) est une nouvelle d'Isaac Asimov parue pour la première fois le 5 janvier 1975 dans le New York Times Magazine, et en France dans le recueil L'Homme bicentenaire.
Asimov lui donna d'abord le titre Jeux mathématiques, puisque c'est sur des calculs de probabilité que repose la stratégie du héros. Il changea d'avis pour la première publication, et décida ensuite de garder le titre pour éviter les confusions.
Asimov note dans sa préface, que ce fut la première œuvre de fiction parue dans le New York Times Magazine, et qu'il en fut d'autant plus surpris que cette publication refusait souvent ses articles.

## Résumé
Une guerre atomique a manqué détruire la race humaine. Le superordinateur Multivac prend les commandes de la planète pour reconstruire et permet aux cinq millions d'humains survivants d'enfin vivre longtemps, en bonne santé, et de manière digne. Mais cette tutelle pèse lourdement sur les hommes, qui conspirent constamment contre leur bienfaiteur. L'un d'eux, Hines, attaque même l'un des terminaux de Multivac - action futile puisqu'il en existe des millions, mais il est quand même jugé et interdit de travail pour deux ans.
Pour avoir témoigné contre Hines (et bien qu'il y ait été forcé), Ronald Bakst est ostracisé par ses amis conspirateurs. Bakst semble s'y faire et se rapproche de plus en plus de Multivac, qui lui accorde une confiance grandissante. Bakst lui suggère même que l'humanité serait plus heureuse si on la modifiait génétiquement dans le sens d'une docilité accrue, comme le montrent ses jeux mathématiques sur les combinaisons de gènes. Multivac trouve l'idée intéressante et s'y consacre de plus en plus.
Révoltés, les activistes humains condamnent Bakst à mort. Mais, face à ses bourreaux, Bakst leur explique qu'il n'a fait tout cela que pour mieux approcher Multivac, puis pour le forcer à concentrer sa puissance dans un point bien précis de son réseau, point qu'il a réussi à identifier par le calcul. Bakst détruit alors ce node et la réaction en chaîne annihile Multivac. Les hommes sont libres !
Isaac Asimov raconte dans la postface qu'il s'était tout d'abord arrêté là, mais après une nuit d'incertitude il choisit d'ajouter une fin plus douce-amère : si Bakst est triomphant, ses amis sont atterrés. Le lecteur comprend alors qu'ils n'avaient pas réalisé ce qui les attendait en cas de victoire - la liberté, mais aussi l'inconnu et le danger.

## Parallèle avecLorenzacciode Musset
Bien qu'Asimov n'en parle pas, et n'y a peut-être jamais pensé, on peut trouver de nombreux points communs entre cette nouvelle et Lorenzaccio d'Alfred de Musset. Dans les deux cas, un homme se coupe de ses amis pour approcher un tyran, entrer dans son jeu et l'assassiner. Dans les deux cas aussi, cet exploit reste vain, car la communauté s'avère incapable de profiter de l'occasion.